# Iguatu (Ceará)
Iguatu, amtlich portugiesisch Município de Iguatu, ist eine Gemeinde im brasilianischen Bundesstaat Ceará. Die Bevölkerung wurde zum 1. Juli 2021 auf 103.633 Einwohner geschätzt, die Iguatuenser genannt werden und auf einer Gemeindefläche von rund 992,2 km² leben.

## Namensherkunft
Der Name leitet sich aus den Tupí-Sprachen ab, etymologisch von ‘y + katu, sauberes Wasser.

## Geographie
Angrenzende Gemeinden sind im Norden Acopiara und Quixelô, im Osten Orós und Icó, im Süden Cedro und Cariús, im Westen Jucás und Acopiara.
Das Biom ist Caatinga.

### Hydrographie
Durch die Gemeinde fließt der Rio Jaguaribe.

### Klima
Die Gemeinde hat tropisches Klima, Aw nach der Klimaklassifikation nach Köppen und Geiger. Die Durchschnittstemperatur ist 27,5 °C. Die durchschnittliche Niederschlagsmenge liegt bei 763 mm im Jahr. Im Südsommer fallen in Iguatu deutlich mehr Niederschläge als im Südwinter.

## Geschichte
Eine erste Siedlung unter dem Namen Telha wurde am 11. Oktober 1831 gegründet, den heutigen Namen erhielt sie am 20. Oktober 1883.

## Kommunalpolitik
Bei der Kommunalwahl 2020 wurde Ednaldo de Lavor Couras des Partido Social Democrático (PSD) für die Amtszeit von 2021 bis 2024 zum Stadtpräfekten (Bürgermeister) gewählt.

## Demografie

### Ethnische Zusammensetzung
Ethnische Gruppen nach der statistischen Einteilung des IBGE (Stand 2000 mit 85.615 Einwohnern, Stand 2010 mit 96.495 Einwohnern): Von diesen lebten 2010 74.627 Einwohner im städtischen Bereich und 21.868 im ländlichen Raum.
| Gruppe      | Anteil 2000 | Anteil 2010 | Anmerkung                        |
| ----------- | ----------- | ----------- | -------------------------------- |
| Brancos     | 33.511      | ▲ 36.699    | Weiße, Nachfahren von Europäern  |
| Pardos      | 48.251      | ▲ 55.833    | Mischrassige, Mulatten, Mestizen |
| Pretos      | 3.099       | ▲ 3.389     | Schwarze                         |
| Amarelos    | 141         | ▲ 542       | Asiaten                          |
| Indígenas   | 60          | ▼ 32        | indigene Bevölkerung             |
| ohne Angabe | 554         | –           |                                  |

## Kultur

### Religion
Iguatu ist Sitz des Bistums Iguatu.

## Söhne und Töchter der Gemeinde
- Eleazar de Carvalho (1912–1996), Komponist und Dirigent
- Humberto Teixeira (1915–1979), Musiker, Komponist und Politiker
- Mário Teixeira Gurgel (1921–2006), Geistlicher und römisch-katholischer Bischof